# Oscar Mayer

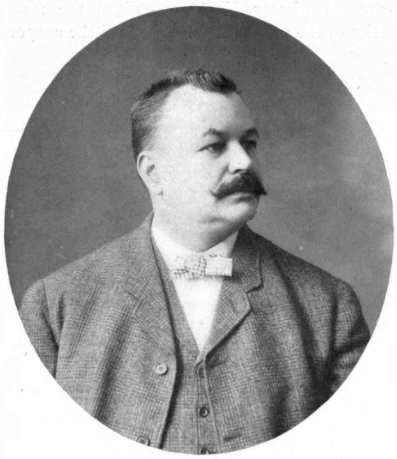
Mayer im Jahr 1905

Oscar Ferdinand Mayer (* 29. März 1859 in der Gemeinde Kösingen, heute Stadtteil von  Neresheim; † 11. März 1955 in Chicago, Cook County, Illinois) war ein Deutsch-amerikanischer Unternehmer. Er wanderte von Deutschland in die Vereinigten Staaten aus und wurde dort zu einem der größten Wurstfabrikanten der Welt. Das Werbejingle „Oh, I wish I were an Oscar Mayer wiener“ ist Teil der US-amerikanischen Alltagskultur geworden.

## Leben
Oscar Mayer musste sehr früh den Tod seines Vaters hinnehmen. Er begann zunächst eine Metzgerlehre in Nördlingen. Nach der Auswanderung verdingte sich Mayer im Alter von 14 Jahren an den Fleischgroßmärkten von Detroit und Chicago. Sein Bruder Gottfried, ein gelernter Fleischer, der zuletzt in Nürnberg tätig gewesen war, schloss sich ihm an und sie übernahmen 1883 gemeinsam ein Fleischereifachgeschäft im Norden Chicagos; Gottfried wurde unter Oscar zum Produktionsleiter. Innerhalb kurzer Zeit wurde der Laden ein großer Erfolg, insbesondere die vielen dort ansässigen deutschstämmigen Amerikaner schätzten die angebotenen deutschen Spezialitäten wie Bock-, Leber- und Weißwurst. Schließlich verließ auch Max, der dritte der Mayer-Brüder, die deutsche Heimat und wurde zum Leiter der Finanzen des Familienbetriebs. Mit dem wachsenden Erfolg vergrößerte sich die Firma, um 1900 hatte sie bereits über 40 Angestellte und bot einen stadtweiten Lieferservice per Pferdewagen an. 1904 wurden die Wurst- und Fleischwaren erstmals mit einem Markennamen vertrieben, allerdings zunächst unter der Bezeichnung Edelweiss.
Oscar Mayer starb 1955 und wurde auf dem Rosehill Cemetery in Chicago beerdigt.

## Oscar Mayer Wiener
Nach einigen weiteren Namenswechseln wurde 1929 die einheitliche Marke Oscar Mayer eingeführt. Zu diesem Zeitpunkt hatte Oscars gleichnamiger Sohn bereits die Firmenleitung übernommen. Als Erkennungsmerkmal bekamen die Würste der Firma nun ein gelbes Etikett, was sie aus der Masse der Wettbewerber herausstechen ließ. Um die Bekanntheit der Marke weiter zu steigern, wurde ab 1936 das Wienermobile in Dienst gestellt, welches als Werbeträger auch heute noch quer durch die Vereinigten Staaten unterwegs ist. Seit 1963 wird das Oscar-Mayer-Werbejingle mit nur geringen Textanpassungen nahezu unverändert gespielt, es ist mittlerweile so populär, dass es im Repertoire von Marschkapellen ist und häufig während der Halbzeit von American-Football-Spielen an High Schools und Colleges aufgeführt wird.

## Ehrungen
Mayer bedachte seine Heimat mit verschiedenen Spenden, beispielsweise an die Kirche Mönchsdeggingen. Mit 500 Dollar trug er 1924 zum Aufbau der heute noch bestehenden Knabenkapelle in Nördlingen bei. Die Große Kreisstadt Nördlingen ehrte ihn mit der Benennung der „Oskar-Mayer-Straße“.